# فاولر (كولورادو)
فاولر (بالإنجليزية: Fowler, Colorado)‏ هي بلدة تقع في مقاطعة أوتيرو، كولورادو بولاية كولورادو في الولايات المتحدة. تبلغ مساحتها 1.3 (كم²)، وترتفع عن سطح البحر 1323 م، بلغ عدد سكانها 106 نسمة في عام 2000 حسب إحصاء مكتب تعداد الولايات المتحدة وتصل الكثافة السكانية فيها 927.7 نسمة/كم2.

## معرض صور

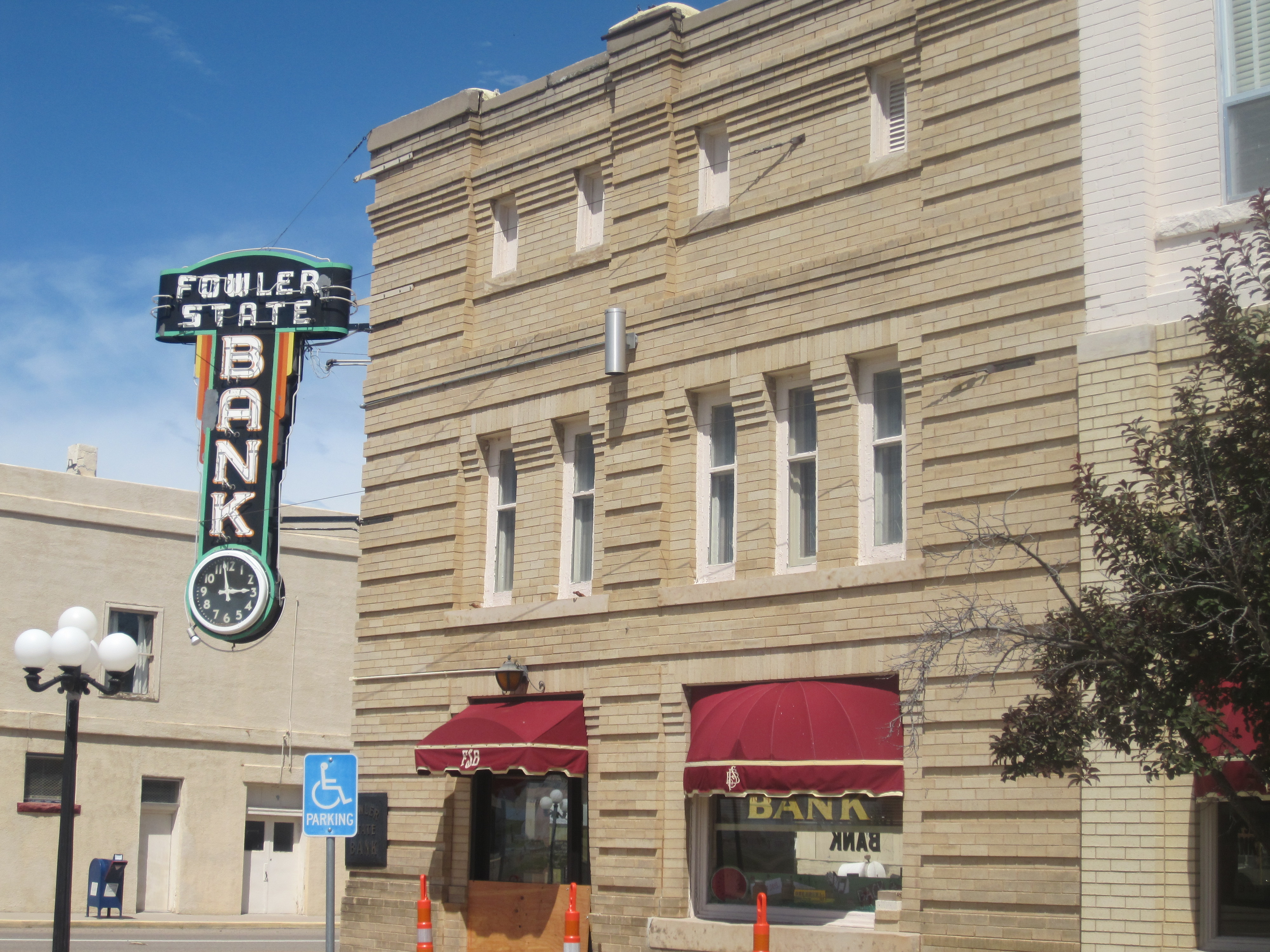
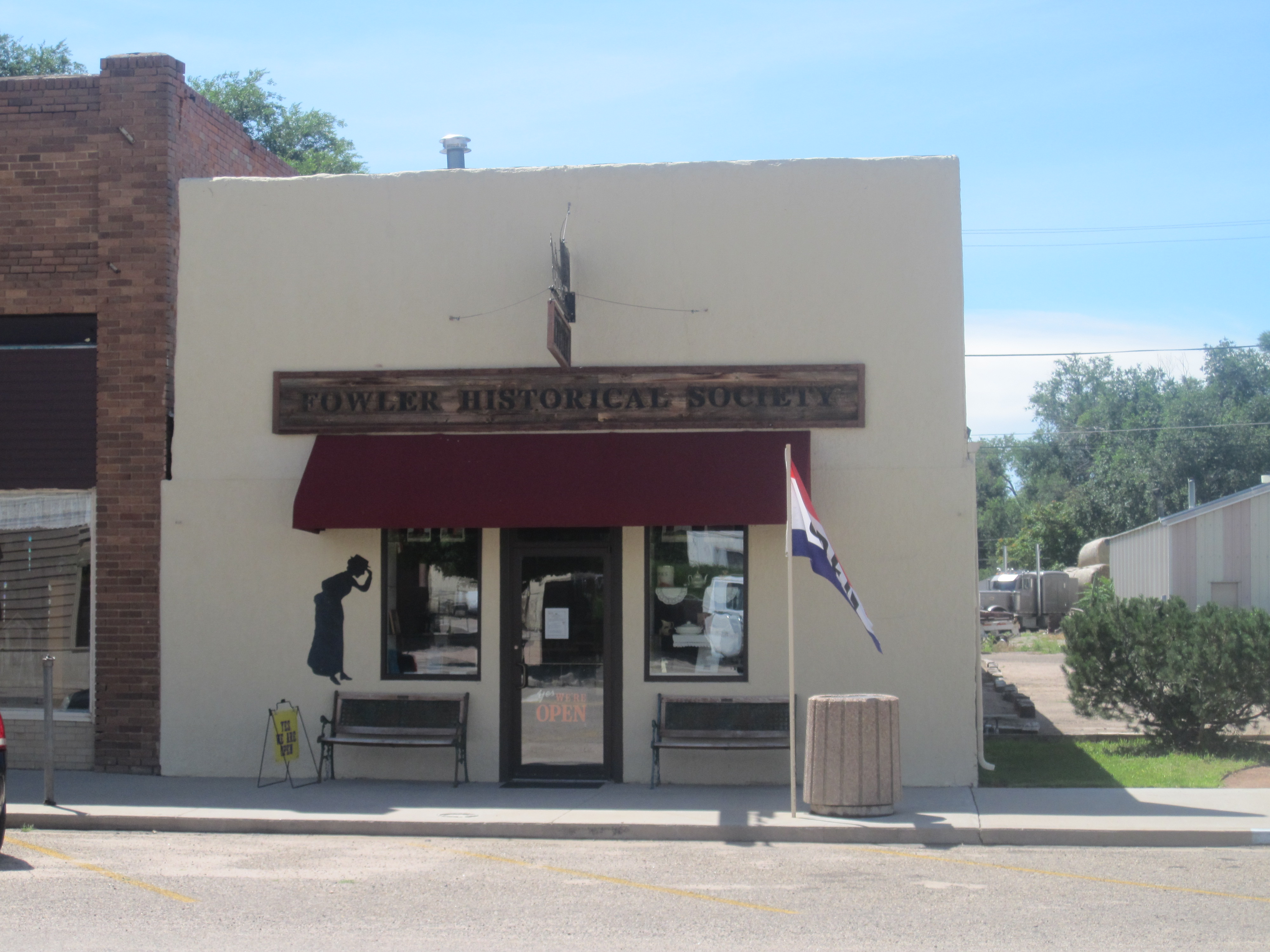
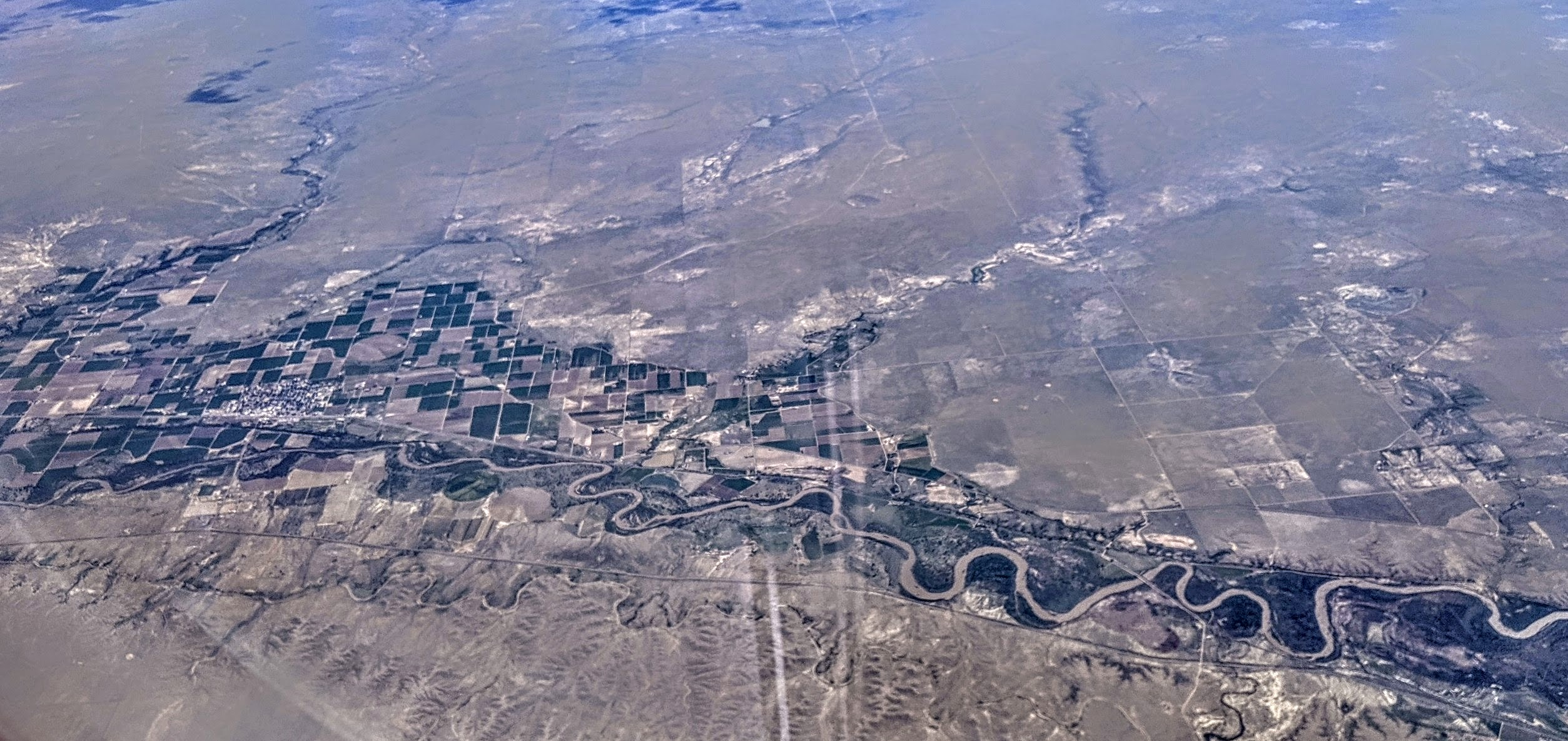
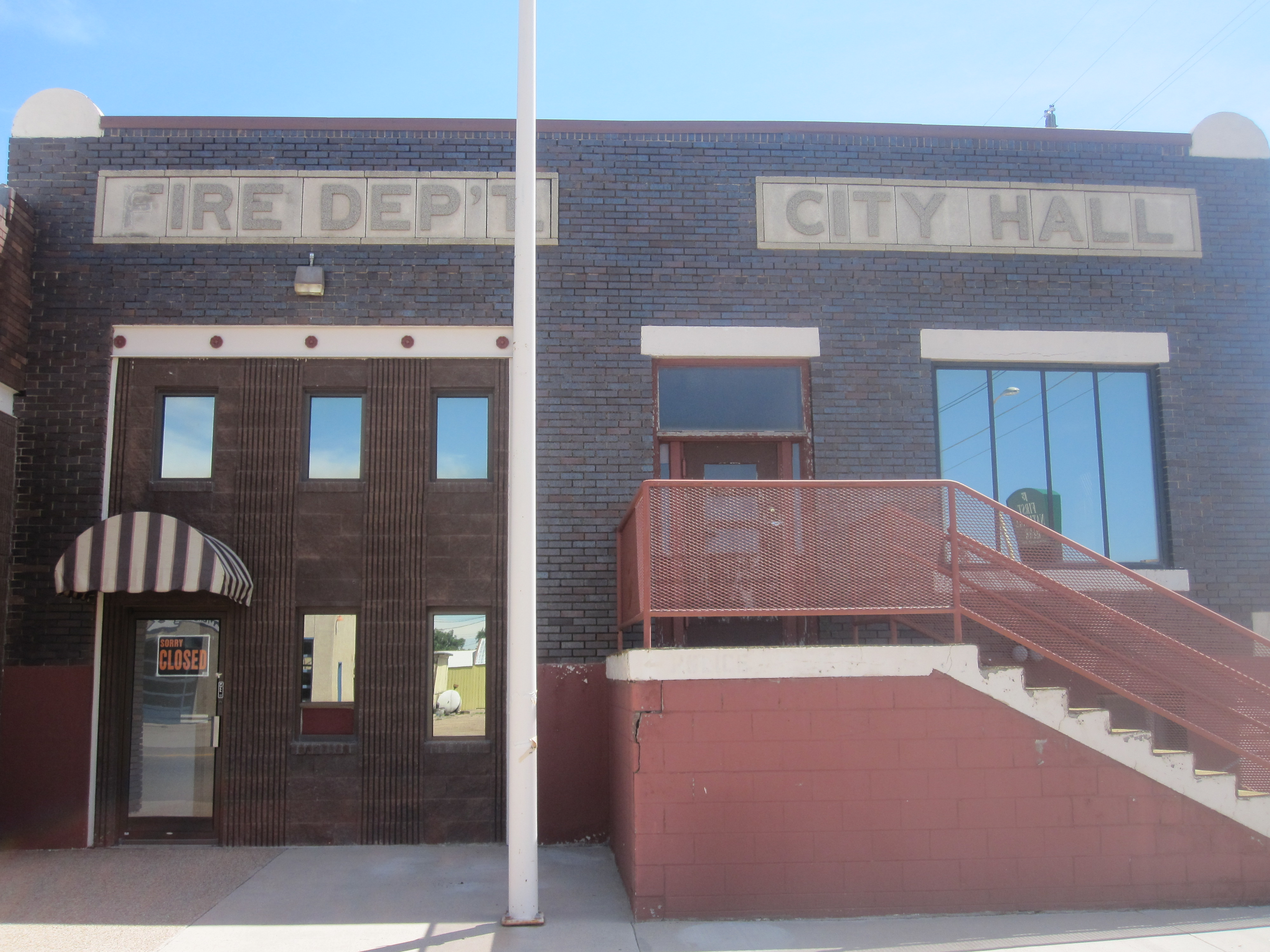
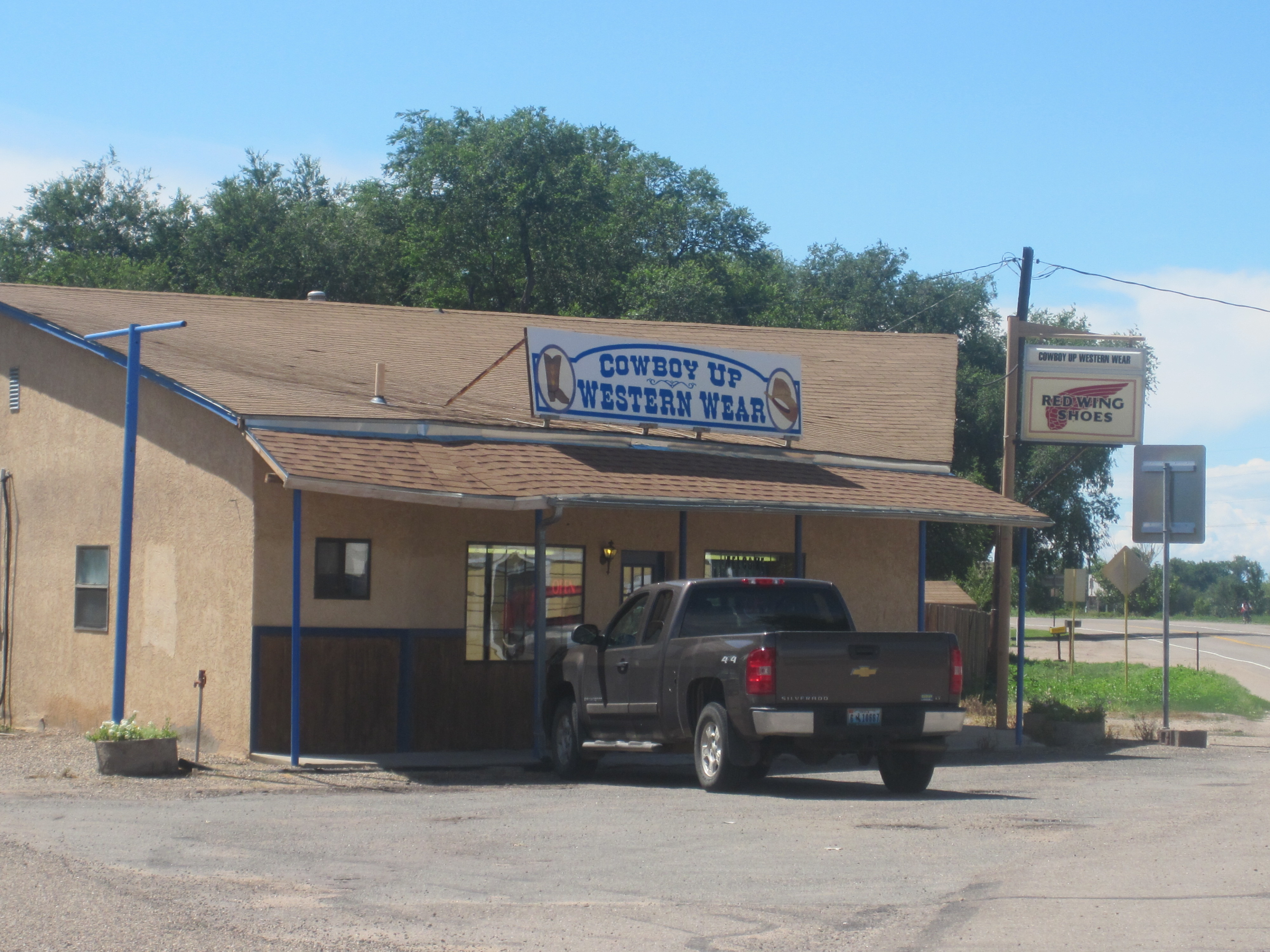
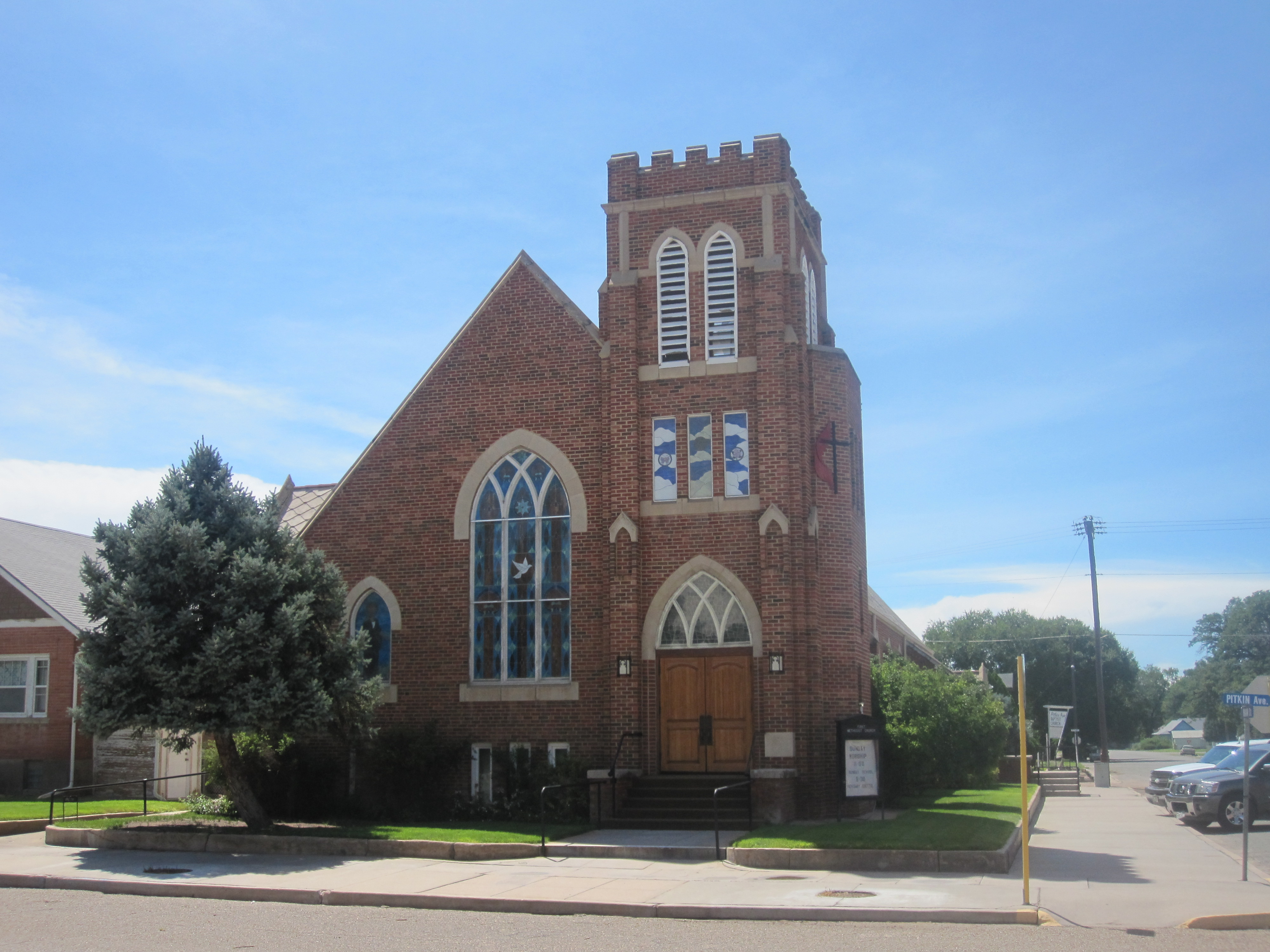

## وصلات خارجية
- Town of Fowler
- The US50 - Cities and Towns in Colorado State
- Colorado Cities and Towns, Facts, Map, Flag, Colleges, Government, and More